# Vilhjálms saga sjóðs
Vilhjálms saga sjóðs (o la saga de Vilhelm de Sjóth) es una de las sagas caballerescas escrita en nórdico antiguo y fechada hacia finales del siglo XIV o principios del XV. Es una saga voluminosa que se caracteriza por un gran número de elementos exóticos, que degenera en una tediosa y repetitiva serie de batallas con trolls y gigantes, formando una extensa obra sin apariencia de estructura general. Según el autor anónimo, la saga fue presuntamente grabada en los muros de Babilonia y recuperado por el mismo Homero, aunque es obviamente improbable no es el único ejemplo de justificaciones extravagantes sobre el origen de una saga.